# Avantgarde metal
Az avantgarde metal egy, főként a metálzenéből táplálkozó, ám ezen túl nehezen körülírható zenei stílus, hiszen legszembetűnőbb stílusjegye éppen a kísérletezés. Bár az alapvető metálos stlílusjegyek általában megvannak, az avantgarde metal zenekarok sokféle művészeti megoldást alkalmaznak, szabad utat engedve a szokatlan ötleteiknek, sokáig össze nem illőnek hitt dolgoknak, hangmintáknak, formabontó dalszerkezeteknek és előadói technikáknak.

## Zenekarok
- Arcturus
- Agalloch
- Age of Silence
- Damned Spirits' Dance
- Diablo Swing Orchestra
- Dir en Grey
- Divina Enema
- Fantômas
- Gire
- Leprous
- Maudlin of the Well
- Melvins
- Neurosis
- The Ocean
- Solefald
- Sigh
- Sunn O)))
- Thy Catafalque
- Triptykon
- Ulver
- Voivod
- Waltari